# Găvanu
Găvanu – wieś w Rumunii, w okręgu Vaslui, w gminie Bogdana. W 2011 roku liczyła 86 mieszkańców.